# Aprilynne Pike
Aprilynne Pike – amerykańska pisarka powieści fantasy z elementami romansu. Zadebiutowała powieścią Skrzydła Laurel, która została wydana w 2009 roku jednocześnie w Stanach Zjednoczonych, Kanadzie i Wielkiej Brytanii oraz stała się bestsellerem New York Timesa (utrzymywała się na liście bestsellerów dla dzieci). Druga część cyklu Laurel również stała się bestsellerem.

## Życiorys
Aprilynne Pike urodziła się w Salt Lake City, a dorastała w Phoenix. Uzyskała stypendium naukowe. W czasie studiów pracowała jako kelnerka. Gdy miała 20 lat, ukończyła studia na wydziale pisania kreatywnego Uniwersytetu Stanowego Lewisa i Clarka w Idaho. Obecnie mieszka z mężem Kennethem i czwórką dzieci w Arizonie.

## Twórczość

### CyklOcalona
1. Ocalona (Earthbound, wyd. oryg. 2013)
2. Uprowadzona (Earthquake, wyd. oryg. 2014)

### CyklLaurel
1. Skrzydła Laurel (Wings, wyd. oryg. 2009[6], wyd. pol. 2010[7])
2. Magia Avalonu (Spells, wyd. oryg. 2010[8], wyd. pol. 2010[9])
3. Złudzenie (Illusions, wyd. oryg. 2011[10], wyd. pol. 2011[11])
4. Moc przeznaczenia (Destined, wyd. oryg. 2012[12])